# Arrondissement Commercy
Das Arrondissement Commercy ist eine Verwaltungseinheit des Départements Meuse in der französischen Region Grand Est (bis Ende 2015 Lothringen). Unterpräfektur ist Commercy.
Im Arrondissement liegen fünf Wahlkreise (Kantone) und 135 Gemeinden.

## Wahlkreise
- Kanton Commercy
- Kanton Dieue-sur-Meuse (mit 26 von 62 Gemeinden)
- Kanton Ligny-en-Barrois (mit 18 von 40 Gemeinden)
- Kanton Saint-Mihiel
- Kanton Vaucouleurs (mit 43 von 47 Gemeinden)

## Gemeinden
Die Gemeinden des Arrondissements Commercy sind:
| 1. Abainville (55001)                     | 2. Amanty (55005)                        | 3. Apremont-la-Forêt (55012)          | 4. Badonvilliers-Gérauvilliers (55026)   |
| 5. Bannoncourt (55027)                    | 6. Baudrémont (55032)                    | 7. Belrain (55044)                    | 8. Beney-en-Woëvre (55046)               |
| 9. Bislée (55054)                         | 10. Boncourt-sur-Meuse (55058)           | 11. Bonnet (55059)                    | 12. Bouconville-sur-Madt (55062)         |
| 13. Bouquemont (55064)                    | 14. Bovée-sur-Barboure (55066)           | 15. Boviolles (55067)                 | 16. Brixey-aux-Chanoines (55080)         |
| 17. Broussey-en-Blois (55084)             | 18. Broussey-Raulecourt (55085)          | 19. Burey-en-Vaux (55088)             | 20. Burey-la-Côte (55089)                |
| 21. Buxières-sous-les-Côtes (55093)       | 22. Chaillon (55096)                     | 23. Chalaines (55097)                 | 24. Champougny (55100)                   |
| 25. Chassey-Beaupré (55104)               | 26. Chauvoncourt (55111)                 | 27. Chonville-Malaumont (55114)       | 28. Commercy (55122)                     |
| 29. Courcelles-en-Barrois (55127)         | 30. Courouvre (55129)                    | 31. Cousances-lès-Triconville (55518) | 32. Dagonville (55141)                   |
| 33. Dainville-Bertheléville (55142)       | 34. Delouze-Rosières (55148)             | 35. Demange-Baudignécourt (55150)     | 36. Dompcevrin (55159)                   |
| 37. Dompierre-aux-Bois (55160)            | 38. Épiez-sur-Meuse (55173)              | 39. Erneville-aux-Bois (55179)        | 40. Euville (55184)                      |
| 41. Frémeréville-sous-les-Côtes (55196)   | 42. Fresnes-au-Mont (55197)              | 43. Geville (55258)                   | 44. Gimécourt (55210)                    |
| 45. Girauvoisin (55212)                   | 46. Gondrecourt-le-Château (55215)       | 47. Goussaincourt (55217)             | 48. Grimaucourt-près-Sampigny (55220)    |
| 49. Han-sur-Meuse (55229)                 | 50. Heudicourt-sous-les-Côtes (55245)    | 51. Horville-en-Ornois (55247)        | 52. Houdelaincourt (55248)               |
| 53. Jonville-en-Woëvre (55256)            | 54. Kœur-la-Grande (55263)               | 55. Kœur-la-Petite (55264)            | 56. Lachaussée (55267)                   |
| 57. Lacroix-sur-Meuse (55268)             | 58. Lahaymeix (55269)                    | 59. Lahayville (55270)                | 60. Lamorville (55274)                   |
| 61. Laneuville-au-Rupt (55278)            | 62. Lavallée (55282)                     | 63. Lérouville (55288)                | 64. Les Paroches (55401)                 |
| 65. Les Roises (55436)                    | 66. Levoncourt (55289)                   | 67. Lignières-sur-Aire (55290)        | 68. Longchamps-sur-Aire (55301)          |
| 69. Loupmont (55303)                      | 70. Maizey (55312)                       | 71. Marson-sur-Barboure (55322)       | 72. Mauvages (55327)                     |
| 73. Maxey-sur-Vaise (55328)               | 74. Mécrin (55329)                       | 75. Méligny-le-Grand (55330)          | 76. Méligny-le-Petit (55331)             |
| 77. Ménil-aux-Bois (55333)                | 78. Ménil-la-Horgne (55334)              | 79. Montbras (55344)                  | 80. Montigny-lès-Vaucouleurs (55350)     |
| 81. Montsec (55353)                       | 82. Naives-en-Blois (55368)              | 83. Nançois-le-Grand (55371)          | 84. Neuville-en-Verdunois (55380)        |
| 85. Neuville-lès-Vaucouleurs (55381)      | 86. Nicey-sur-Aire (55384)               | 87. Nonsard-Lamarche (55386)          | 88. Ourches-sur-Meuse (55396)            |
| 89. Pagny-la-Blanche-Côte (55397)         | 90. Pagny-sur-Meuse (55398)              | 91. Pierrefitte-sur-Aire (55404)      | 92. Pont-sur-Meuse (55407)               |
| 93. Rambucourt (55412)                    | 94. Ranzières (55415)                    | 95. Reffroy (55421)                   | 96. Richecourt (55431)                   |
| 97. Rigny-la-Salle (55433)                | 98. Rigny-Saint-Martin (55434)           | 99. Rouvrois-sur-Meuse (55444)        | 100. Rupt-devant-Saint-Mihiel (55448)    |
| 101. Saint-Aubin-sur-Aire (55454)         | 102. Saint-Germain-sur-Meuse (55456)     | 103. Saint-Joire (55459)              | 104. Saint-Julien-sous-les-Côtes (55460) |
| 105. Saint-Maurice-sous-les-Côtes (55462) | 106. Saint-Mihiel (55463)                | 107. Sampigny (55467)                 | 108. Saulvaux (55472)                    |
| 109. Sauvigny (55474)                     | 110. Sauvoy (55475)                      | 111. Sepvigny (55485)                 | 112. Seuzey (55487)                      |
| 113. Sorcy-Saint-Martin (55496)           | 114. Taillancourt (55503)                | 115. Thillombois (55506)              | 116. Tréveray (55516)                    |
| 117. Troussey (55520)                     | 118. Troyon (55521)                      | 119. Ugny-sur-Meuse (55522)           | 120. Vadonville (55526)                  |
| 121. Valbois (55530)                      | 122. Varnéville (55528)                  | 123. Vaucouleurs (55533)              | 124. Vaudeville-le-Haut (55534)          |
| 125. Vaux-lès-Palameix (55540)            | 126. Vigneulles-lès-Hattonchâtel (55551) | 127. Vignot (55553)                   | 128. Ville-devant-Belrain (55555)        |
| 129. Villeroy-sur-Méholle (55559)         | 130. Villotte-sur-Aire (55570)           | 131. Void-Vacon (55573)               | 132. Vouthon-Bas (55574)                 |
| 133. Vouthon-Haut (55575)                 | 134. Woimbey (55584)                     | 135. Xivray-et-Marvoisin (55586)      |                                          |